# 스토리 오브 어스 (드라마)
《스토리 오브 어스》(영어: The Story of Us)는 2016년 방영된 필리핀의 드라마이다.